# Umberfische
Die Familie der Umberfische (Sciaenidae), auch Schattenfische und Trommler genannt, besteht aus 70 Gattungen und 270 Arten. Den Namen „Trommler“ erhielten sie, weil die Männchen bei der Balz trommelartige Laute erzeugen. Umberfische leben im Atlantik, Pazifik und Indischen Ozean, in Küstennähe, oft in der Mangrove und in Seegraswiesen, einige in Korallenriffen, viele dringen ins Brackwasser vor, etwa 28 Arten leben sogar nur im Süßwasser, vor allem in Südamerika. Umberfische fehlen im zentralen Pazifik. Die meisten Umberfische leben nahe der Oberfläche, sehr wenige unter 200 m. Fast alle sind wichtige, wohlschmeckende Speisefische.

## Merkmale
Umberfische werden neun Zentimeter bis 2,30 Meter lang. Ihr Körper ist für gewöhnlich langgestreckt, hochrückig und seitlich etwas abgeflacht. Charakteristisches Kennzeichen ist die steil aufragende, kurze erste Rückenflosse. Sie ist von der zweiten durch eine tiefe Grube getrennt, selten stehen sie völlig auseinander. Die erste Rückenflosse wird von sechs bis 13 Stachelstrahlen gestützt, die zweite durch einen Stachelstrahl und 0 bis 35 Weichstrahlen. Die Afterflosse hat für gewöhnlich ein oder zwei weiche Stacheln, von denen der zweite recht groß sein kann, und sechs bis 13 Weichstrahlen.
Die Männchen geben ihre Trommellaute von sich, indem sie mit speziellen Muskeln die Schwimmblase in Schwingung versetzen. Zudem regen sie dabei Blindsäcke zum Aussenden von Eigenfrequenzen an.
Die Otolithen, mit deren Hilfe die Umberfische die arteigenen Laute hören, können je nach Art und Alter über 30 mm groß sein. Ihre Kopfkanäle sind meist gut entwickelt (oft mit besonderen Poren) – hinzu kommen oft (eine bis viele) Unterkieferbarteln. Die Schuppen sind mittelgroß (zwei pro Segment) bis sehr klein (5), und zwar Ctenoidschuppen, auf Kopf und Brust aber oft (kleinere) Cycloidschuppen. Die Schnauze ist abgerundet, das Maul end- oder unterständig.
Die ventralen Pharyngealia sind verwachsen und tragen quetschende Mahlzähne. Hingegen kann die Kieferbezahnung schwach sein (Vomer- und Palatinzähne fehlen stets). Der Operkularknochen ist dorsocaudal gespalten; darüber sitzt ein knochengestützter Hautlappen. Das geschwungen verlaufende Seitenlinienorgan erstreckt sich auf die nie symmetrisch zweilappige, oft aber hinten S-förmig begrenzte Schwanzflosse. Die Fische schwimmen gewöhnlich amiiform, d. h. den Vortrieb erzeugt nicht der Schwanz, sondern die (weiche) Rückenflosse und die Brustflossen.
Benthische Umberfische halten sich tagsüber meist versteckt und gehen erst nachts auf Nahrungssuche (Augen groß, Tastsinn wichtig).

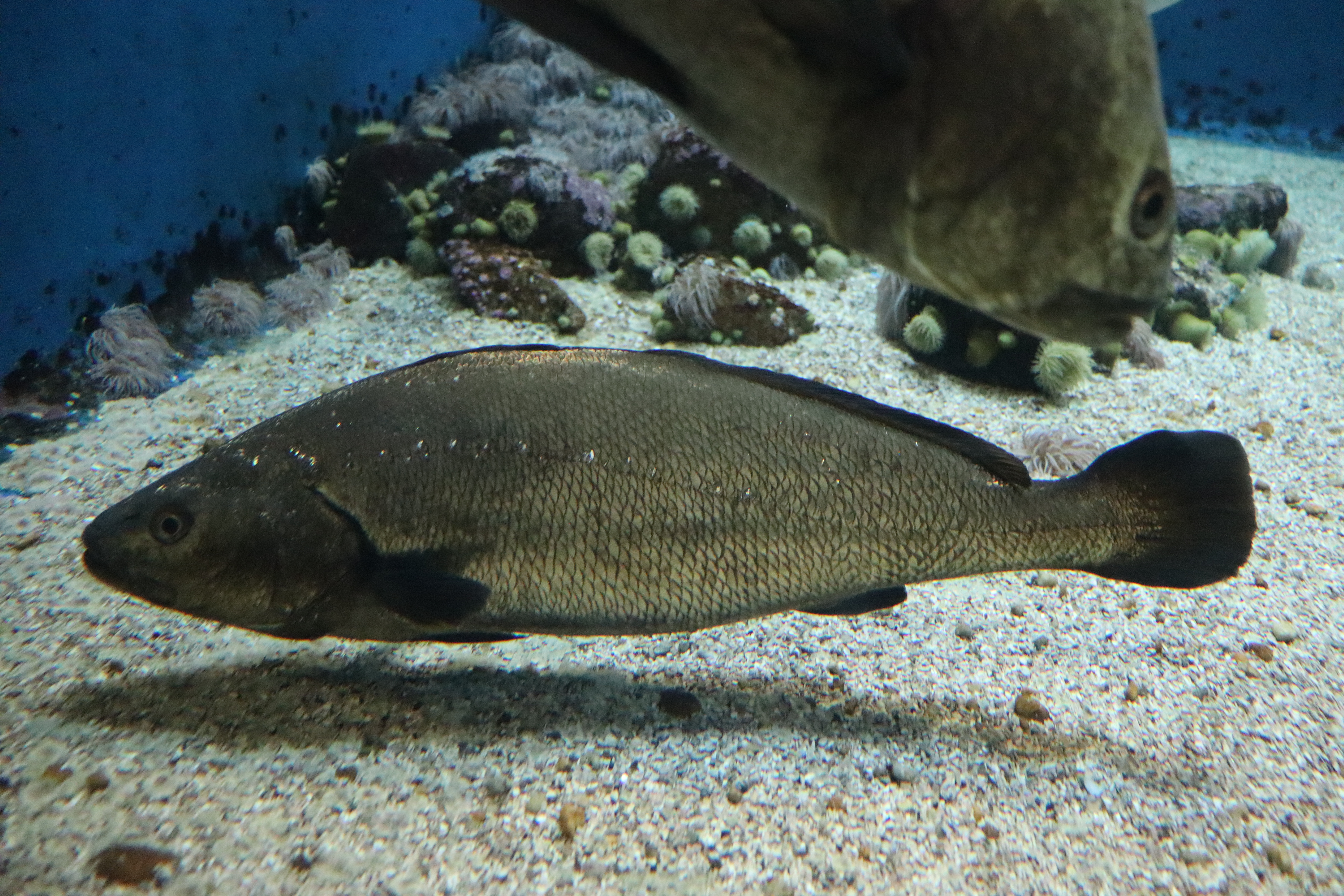
Adlerfisch (Argyrosomus regius)

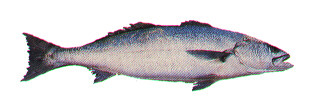
Weißer Seebarsch (Atractoscion nobilis)

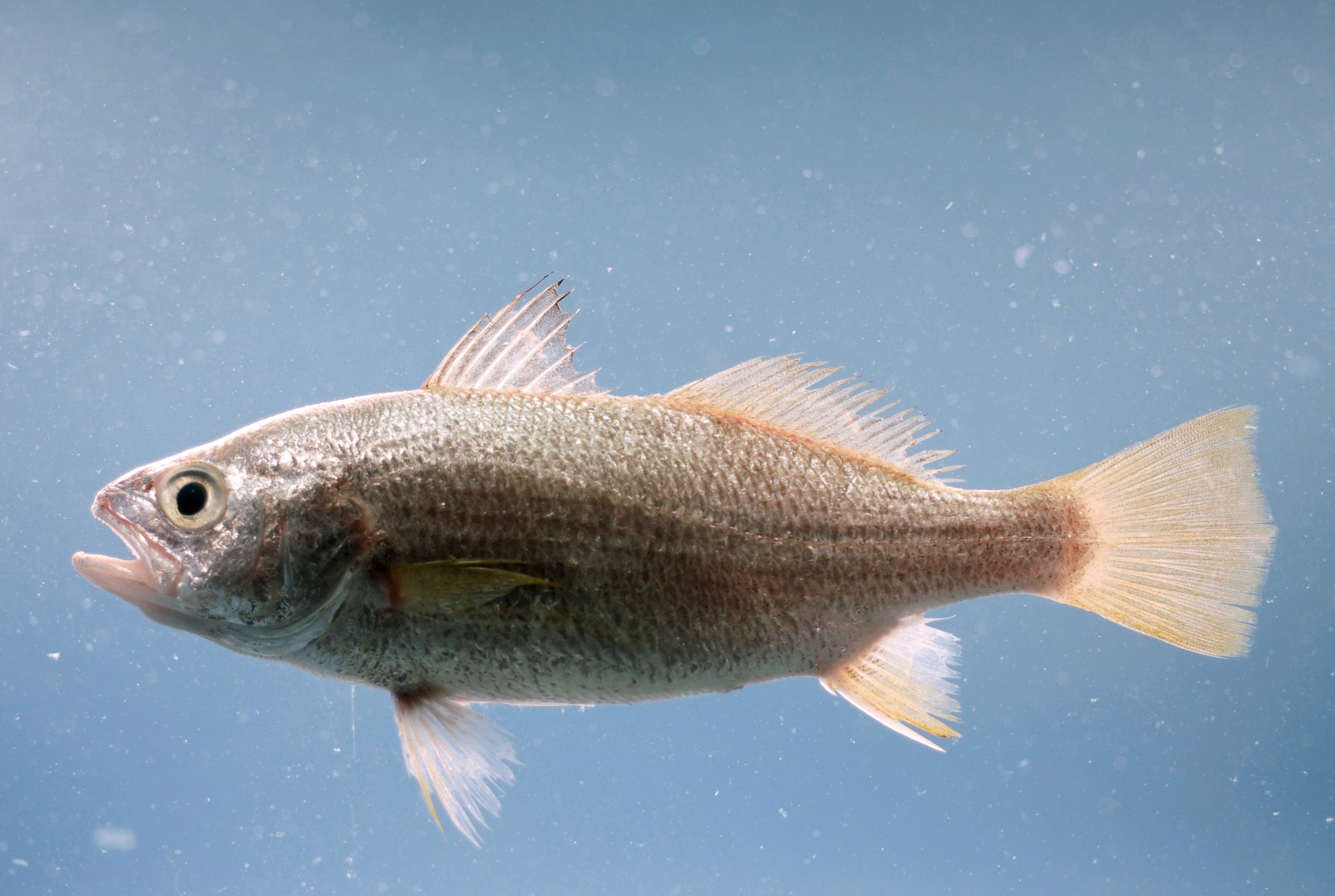
Bairdiella chrysoura

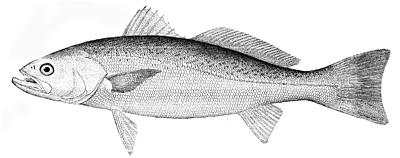
Cynoscion regalis

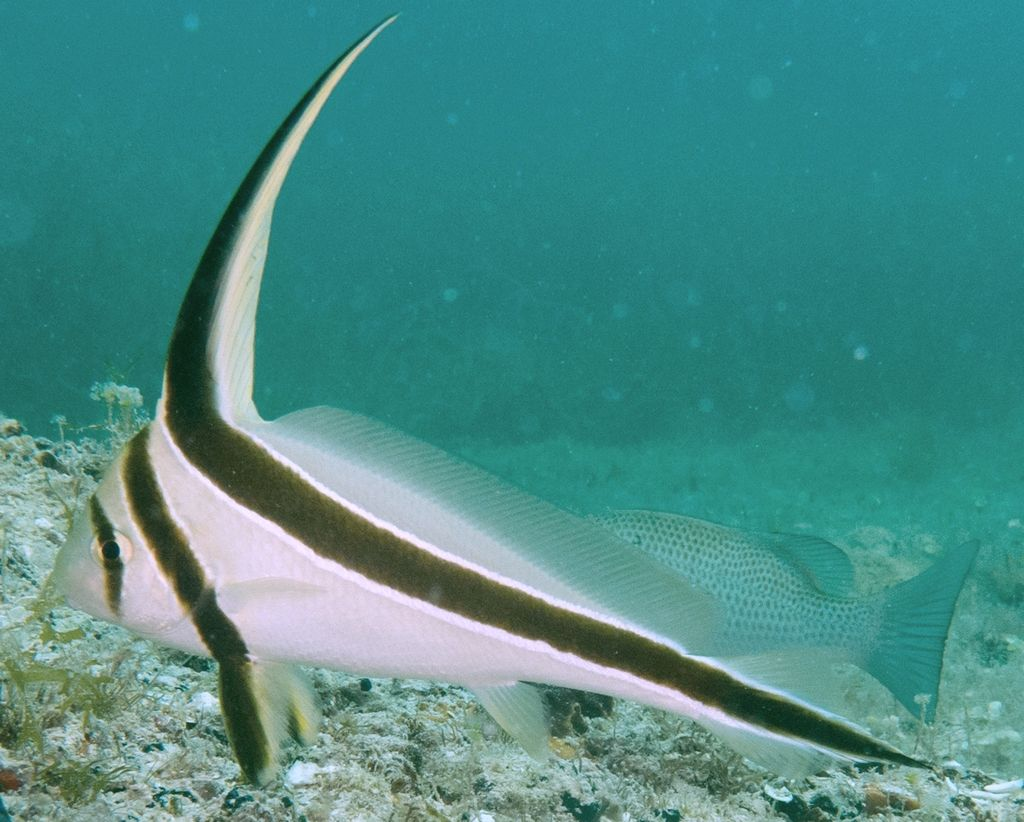
Gebänderter Ritterfisch
(Equetus lanceolatus)

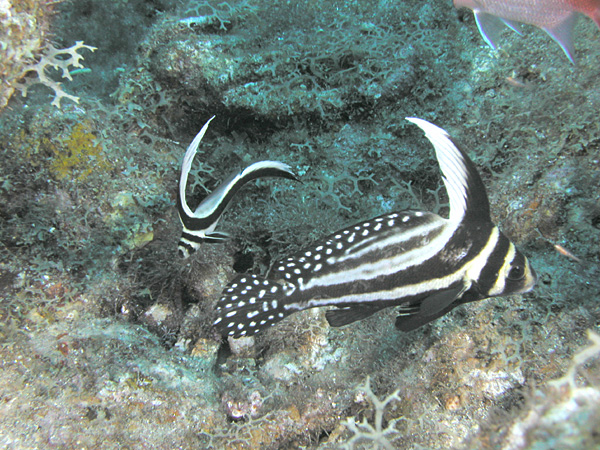
Tüpfel-Ritterfische
(Equetus punctatus)

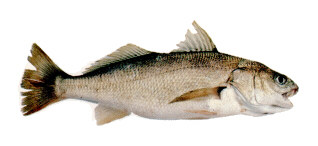
Weißer Umber
(Genyonemus lineatus)

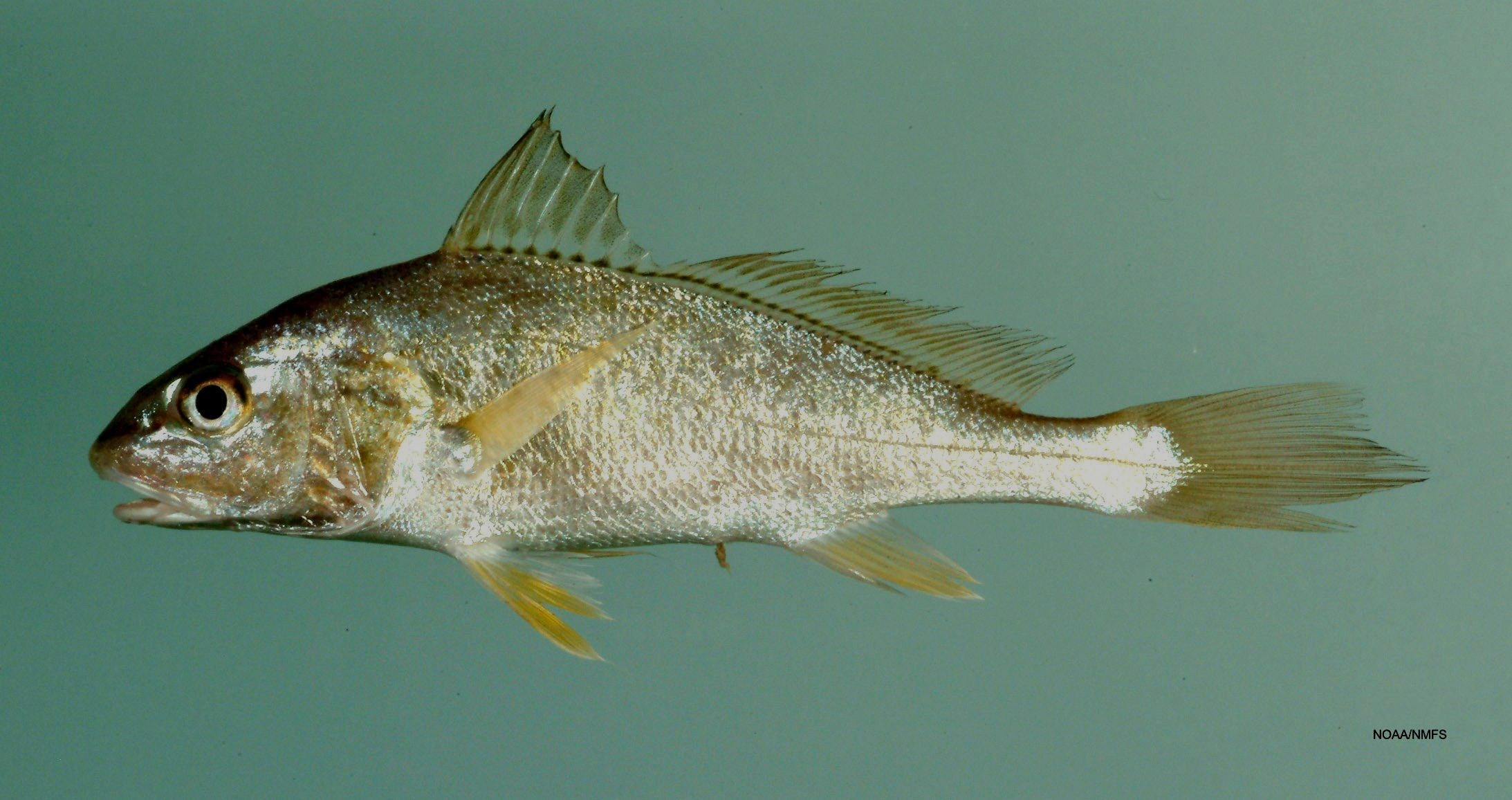
Atlantischer Umber
(Micropogonias undulatus)

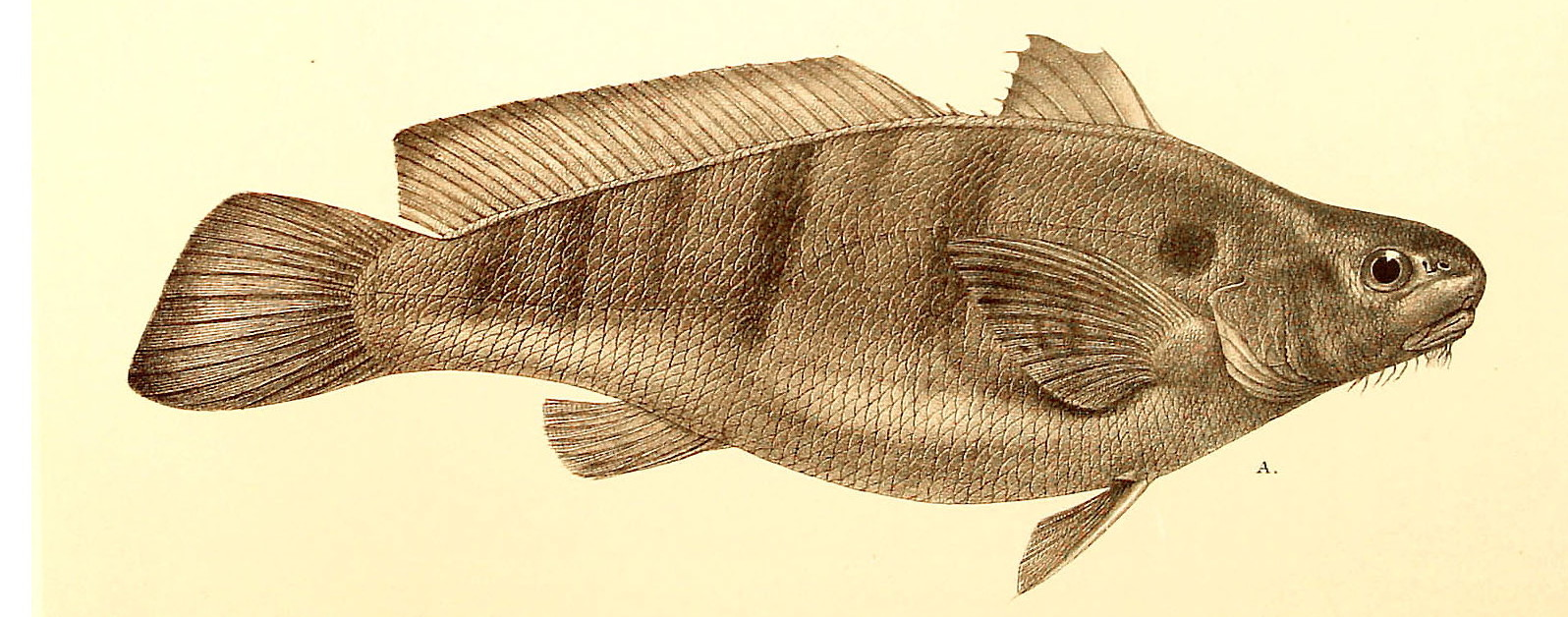
Gebänderter Umber
(Paralonchurus brasiliensis)

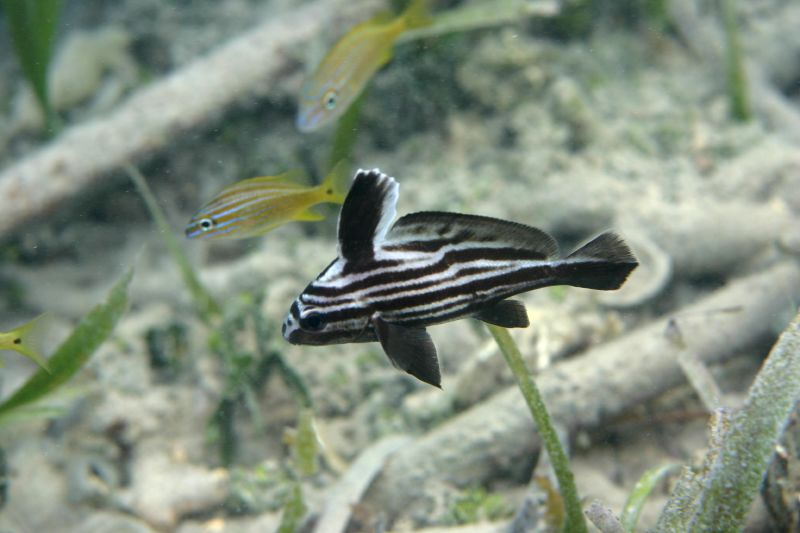
Pareques acuminatus

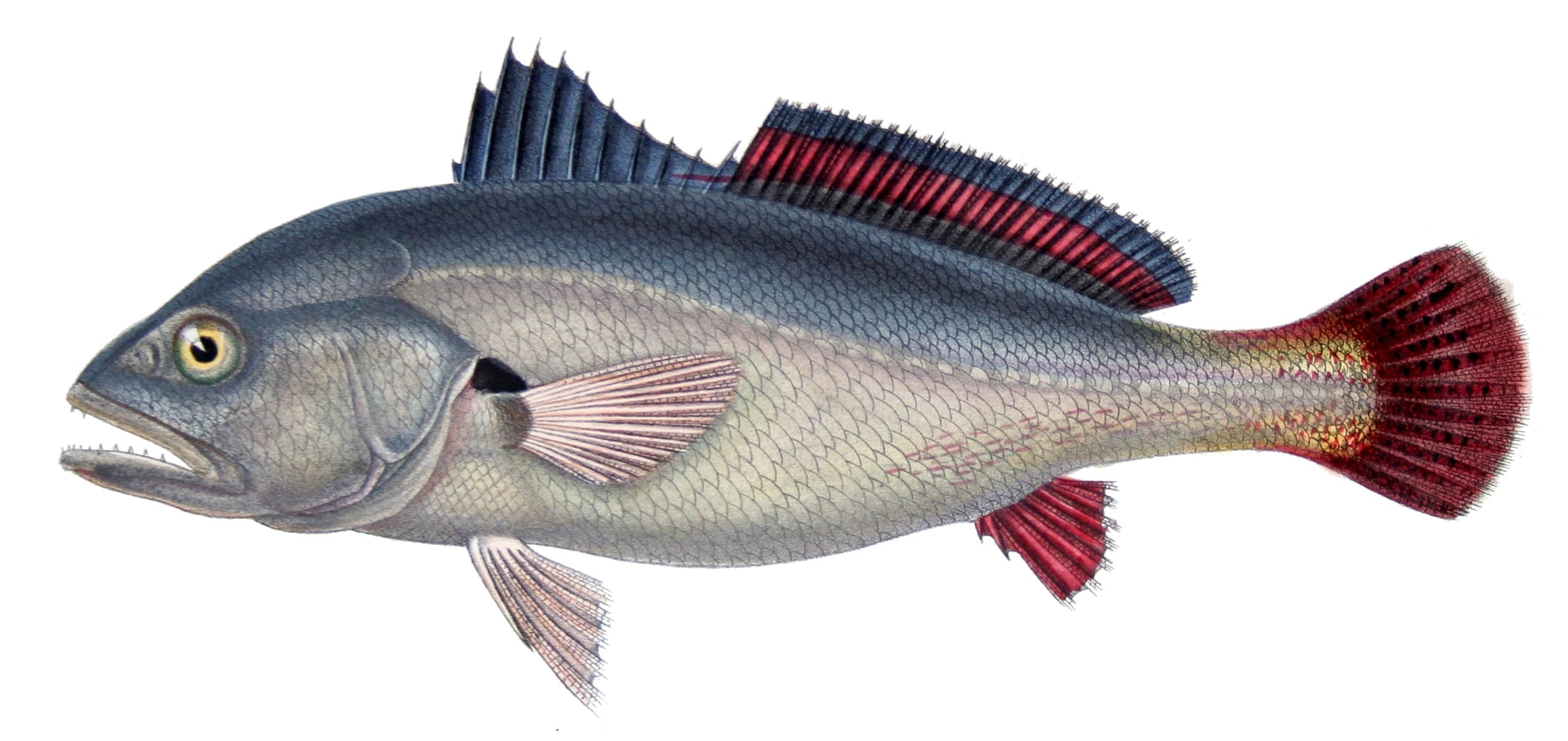
Süßwasser-Umberfisch (Plagioscion squamosissimus)

## Gattungen und Arten
- Aplodinotus Rafinesque, 1819
- Argyrosomus De la Pylaie, 1835
  - Argyrosomus amoyensis (Bleeker, 1863)
  - Argyrosomus beccus Sasaki, 1994
  - Argyrosomus coronus Griffiths & Heemstra, 1995
  - Argyrosomus heinii (Steindachner, 1902)
  - Argyrosomus hololepidotus (Lacepède, 1801)
  - Argyrosomus inodorus Griffiths & Heemstra, 1995
  - Argyrosomus japonicus (Temminck & Schlegel, 1843)
  - Adlerfisch (Argyrosomus regius) (Asso, 1801)
  - Argyrosomus thorpei Smith, 1977
- Aspericorvina Fowler, 1934
- Atractoscion Gill, 1862
- Atrobucca Chu, Lo & Wu, 1963
- Austronibea Trewavas, 1977
- Bahaba Herre, 1935
- Bairdiella Gill, 1861 mit sieben Arten
- Boesemania Trewavas, 1977
- Cheilotrema Tschudi, 1846
- Chrysochir Trewavas & Yazdani, 1966
- Cilus Delfin, 1900
- Collichthys Günther, 1860
- Corvula Jordan & Eigenmann, 1889
- Ctenosciaena Fowler & Bean, 1923
- Cynoscion Gill, 1861 mit 24 Arten
- Daysciaena Talwar, 1970
- Dendrophysa Trewavas, 1964
- Elattarchus Jordan & Evermann, 1896
- Equetus: Rafinesque, 1815
- Genyonemus Gill, 1861
- Isopisthus Gill, 1862
- Johnius Bloch, 1793
- Kathala Mohan, 1969
- Larimichthys Jordan & Starks, 1905
- Larimus Cuvier in Cuvier & Valenciennes, 1830
- Leiostomus Lacepède, 1802
- Lonchurus Bloch, 1793
- Macrodon Schinz, 1822
- Macrospinosa Mohan, 1969
- Megalonibea Chu, Lo & Wu, 1963
- Menticirrhus Gill, 1861
- Micropogonias Bonaparte, 1831
- Miichthys Lin, 1938
- Miracorvina Trewavas, 1962
- Nebris Cuvier in Cuvier & Valenciennes, 1830 mit zwei Arten
- Nibea Jordan & Thompson, 1911
- Odontoscion Gill, 1862
- Ophioscion Gill, 1863
- Otolithes Oken, 1817
- Otolithoides Fowler, 1933
- Pachypops Gill, 1861
- Pachyurus Agassiz in Spix & Agassiz, 1831
- Panna Mohan, 1969
- Paralonchurus Bocourt, 1869
- Paranebris Chao, Béarez & Robertson, 2001
- Paranibea Trewavas, 1977
- Pareques Gill in Goode, 1876 mit etwa sechs Arten
- Pennahia Fowler, 1926
- Pentheroscion Trewavas, 1962
- Petilipinnis Casatti, 2002
- Plagioscion Gill, 1861
- Pogonias Lacepède, 1801
- Protonibea Trewavas, 1971
- Protosciaena Sasaki, 1989
- Pseudolarimichthys Lo et al., 2017
- Pseudotolithus Bleeker, 1863
- Pteroscion Fowler, 1925
- Pterotolithus Fowler, 1933 mit zwei Arten
- Robaloscion Béarez & Schwarzhans, 2014
- Roncador Jordan & Gilbert, 1880
- Sciaena Linnaeus, 1758 mit sechs Arten
- Sciaenops Gill, 1863
- Seriphus Ayres, 1860
- Sonorolux Trewavas, 1977
- Stellifer Oken, 1817 mit 24 Arten
- Totoaba Villamar, 1980
- Umbrina Cuvier, 1816 mit 17 Arten

## Äußere Systematik
Wie viele andere Fischfamilien aus der Gruppe der Stachelflosser (Acanthopterygii) wurden die Umberfische für einen langen Zeitraum der Ordnung der Barschartigen (Perciformes) zugeordnet, die allerdings in der damaligen Zusammensetzung eine polyphyletische Sammelordnung war. Bei der zwischen 2013 und 2017 erfolgten umfangreichen Revision der Knochenfischsystematik durch den kolumbianischen Ichthyologen Ricardo Betancur-R und seine Mitarbeiter wurden keine näheren Verwandtschaften der Umberfische gefunden und sie verblieben als Familie ohne Zuordnung zu einer Ordnung (incertae sedis) innerhalb der Barschverwandten (Percomorphaceae). In einer 2023 veröffentlichten, auf umfangreichen morphologischen Vergleichen basierenden Untersuchung der inneren und äußeren Systematik der Fadenflosser (Polynemidae), wurden diese als Schwestergruppe der Umberfische ermittelt. Schwestergruppe der von beiden Taxa gebildeten Klade sind die Plattfische (Pleuronectoideo). Da die Plattfische und die Fadenflosser zur Ordnung Carangiformes gehören wären entsprechend auch die Umberfische als Familie dieser Ordnung anzusehen. Genetische Befunde zeigen jedoch, dass die Umberfische bei den Doktorfischartigen (Acanthuriformes) einzuordnen sind.